# 4e régiment d’hélicoptères des forces spéciales

Logo du 4e régiment d’hélicoptères des forces spéciales

Barettabzeichen der Aviation légère de l’armée de terre (ALAT)

Das 4e régiment d'hélicoptères des forces spéciales (4e RHFS) (dt. „Heeresflieger-Sondereinsatz-Abteilung“) und ist die Bezeichnung für die französischen Heeresflieger. Das 4e RHFS ist eine Spezialeinheit des französischen Heeres. Es bildet die Luftkomponente der Brigade des forces spéciales terre (dt. „Heeres-Sondereinsatzkräfte-Brigade“) der französischen Streitkräfte, der es auch unterstellt ist. Das 4e RHFS ist ein Verband in Bataillonsstärke, der darauf ausgerichtet ist, den An- und Abtransport der Sondereinsatzkräfte unter schwierigsten taktischen und topografischen Bedingungen zum oft weit hinter feindlichen Linien liegenden Einsatzort zu gewährleisten. Eine weitere Aufgabe ist die Feuerunterstützung durch Kampfhubschrauber im Gefecht.
Das 4e RHFS hat sein Hauptquartier gemeinsam mit dem der Heeres-Sondereinsatzkräfte-Brigade auf der Base militaire de Pau-Uzein bei Pau, im Département Pyrénées-Atlantiques, nahe der spanischen Grenze und gehört zusammen mit diesem ihm übergeordneten Großverband zu den ständig dem teilstreitkräfteübergreifenden Commandement des opérations spéciales (dt. „Oberkommando für Sondereinsätze“) unterstellten Sondereinsatzeinheiten der Streitkräfte.

## Geschichte

Logo des DAOS

Die Einheit wurde 1997 als Détachement ALAT des opérations spéciales (DAOS) aufgestellt und ist seitdem ununterbrochen im Dienst. Das ALAT stand dabei für Aviation légère de l’armée de terre. Im Jahr 2009 erhielt die Einheit ihren heutigen Namen.

## Auftrag
Transport von Sondereinsatzkräften in allen nur erdenklichen Lagen, klimatischen Bedingungen und in feindlichem Gebiet. Luftaufklärung und Feuerunterstützung für Bodentruppen.

## Organisation und Ausrüstung
Die Einheit gliedert sich in sechs Einsatz-escadrilles (hier sind escadrilles Kompanien und nicht Züge):

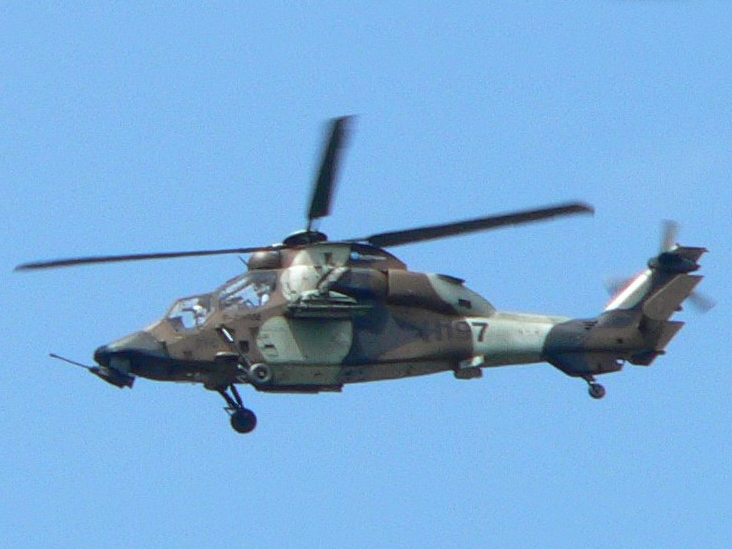
Eurocopter Tiger

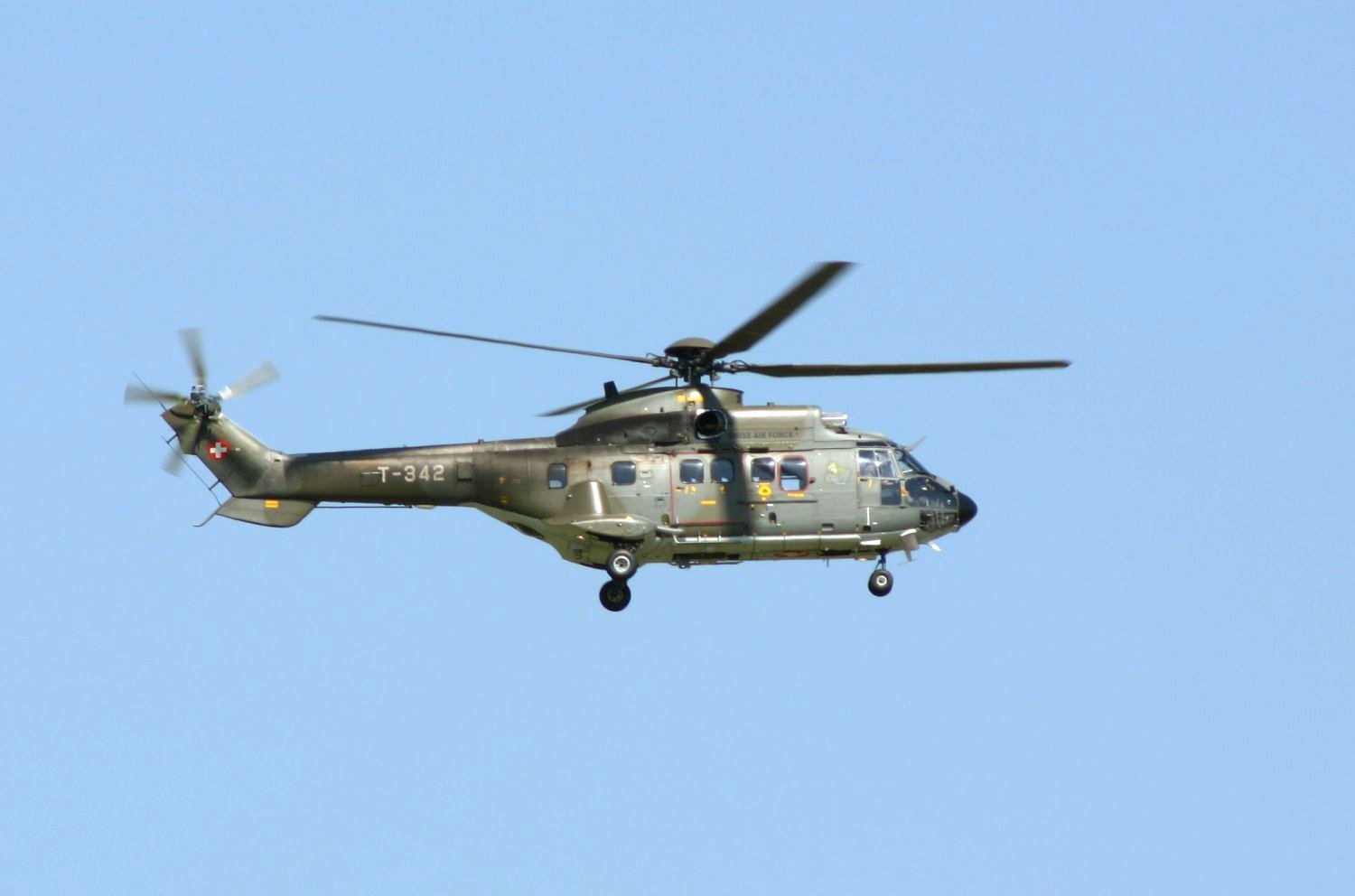
Eurocopter EC-725 Cougar

- Escadron des opérations spéciales (EOS) 1: ausgerüstet mit Transporthubschraubern vom Typ Cougar
- EOS 2: ausgerüstet mit Mehrzweckhubschraubern vom Typ Gazelle
- EOS 3: ausgerüstet mit Mehrzweckhubschraubern vom Typ Caracal
- EOS 4: ausgerüstet mit Transporthubschraubern vom Typ Puma
- EOS 5: ausgerüstet mit Transporthubschraubern vom Typ Puma
- EOS 6: ausgerüstet mit Kampfhubschraubern vom Typ  Eurocopter Tiger

Das 4. und 5. EOS sind normalerweise der Groupe d’intervention de la gendarmerie nationale (GIGN) zugeteilt, der Sondereinheit für Terrorismusbekämpfung und Geiselbefreiung der Gendarmerie nationale, die, obwohl Polizeieinheit, eine Organisation der Streitkräfte ist und dem Verteidigungsministerium untersteht.